# Патерностро
Патерностро је насеље у Италији у округу Катанија, региону Сицилија.
Према процени из 2011. у насељу је живело 80 становника. Насеље се налази на надморској висини од 383 м.